# Ozicrypta combeni
Ozicrypta combeni là một loài nhện trong họ Barychelidae. Loài này phân bố ờ Queensland.